# Bain & Company
Bain & Company is een Amerikaans managementadviesbureau met hoofdkantoor in Boston, Massachusetts. Het is een van de "Big Three" managementadviesbureaus (MBB) en wordt gezien als een van de meest prestigieuze werkgevers in de sector. Het bedrijf geeft advies aan openbare, particuliere en non-profitorganisaties. Bain & Company wordt alom geprezen om zijn bedrijfscultuur en is als nummer 1 gerangschikt in de categorie 'Best Places to Work' van Glassdoor, waarmee het bedrijf vier keer een record heeft gevestigd (2012, 2014, 2017, 2019).
Bain & Company werd in 1973 opgericht door William Bain Jr., voormalig Group Vice President van Boston Consulting Group, en zijn collega's, waaronder Patrick F. Graham. Eind jaren '70 en begin jaren '80 groeide het bedrijf snel in de internationale zakenwereld. Bill Bain bracht in 1984 de alternatieve beleggingsactiviteiten onder in Bain Capital en benoemde Mitt Romney als de eerste CEO. Bain ondervond verschillende tegenslagen en financiële problemen van 1987 tot het begin van de jaren negentig. Romney en Orit Gadiesh werden geacht het bedrijf weer winstgevend te maken en te laten groeien in hun achtereenvolgende rollen als respectievelijk CEO en voorzitter van het bedrijf. In de jaren 2000 bleef Bain & Company zich uitbreiden en extra praktijkgebieden creëren die gericht waren op het werken met non-profits, technologiebedrijven en anderen. Het ontwikkelde een substantiële praktijk rond het werken met private equity firma's.

## Bedrijfsgeschiedenis

### Oprichting
Het idee voor Bain & Company werd bedacht door mede-oprichter William Worthington Bain Jr. in zijn tijd bij de Boston Consulting Group (BCG). In 1970 besloot BCG CEO Bruce Henderson zijn bedrijf op te splitsen in drie concurrerende minifirma's: blauw, rood en groen. Bill Bain en Patrick Graham stonden aan het hoofd van het blauwe team. Het blauwe team was goed voor meer dan de helft van de omzet en winst van BCG en won de interne competitie. Na de concurrentie groeide bij Bill Bain steeds meer de frustratie door het wachten op de pensionering van Henderson, maar ook door de projectmatige aanpak van het bedrijf bij de advisering en de weigering van het management om klanten te helpen bij de uitvoering op advies van het bedrijf. Rond deze tijd wordt hij geciteerd om zich te voelen als 'een consultant op een onbewoond eiland, die een rapport schrijft, het in een fles stopt, het in het water gooit en dan doorgaat naar de volgende'.
Bain was de verwachte opvolger van Henderson binnen BCG in het begin van de jaren 70. In 1973, drie jaar na de beslissing van het concurrerende team van Henderson, nam Bill Bain echter ontslag om zijn eigen adviesbureau te beginnen. De meeste senior leden van het "blauwe team" volgden hem naar zijn nieuw gevonden bedrijf, dat gestart werd vanuit zijn appartement in de wijk Beacon Hill in Boston. Een belangrijk deel van de bedrijven waarvoor hij bij BCG verantwoordelijk was, volgde Bain ook naar het nieuwe bedrijf. Binnen enkele weken werkte Bain & Company met zeven voormalige BCG-klanten; waaronder twee van BCG's grootste klanten, Black & Decker en Texas Instruments. Als gevolg daarvan beschuldigde Henderson Bill van het stelen van BCG's klantenkring. Men gelooft dat de concurrentie die Henderson heeft opgezet de basis legde voor Bain & Company, en wordt door velen gezien als een 'ramp' van Henderson.
Bain & Company groeide snel, voornamelijk door mond-tot-mondreclame onder CEO's en bestuursleden. Het bedrijf vestigde zijn eerste formele kantoor in Boston. Dit werd gevolgd door een Europees kantoor in Londen in 1979. Bain & Company werd opgericht in 1985. Het bedrijf groeide gemiddeld met 50 procent per jaar en bereikte in 1986 een omzet van 150 miljoen dollar. Het aantal medewerkers van het bedrijf verdrievoudigde van 1980 tot 1986 en bereikte 800 in 1987. In 1987 was Bain & Company een van de vier grootste "strategie-specialistische" adviesbureaus. De omzet van de werknemers bedroeg 8 procent per jaar, vergeleken met een industriegemiddelde van 20 procent. Enkele van de grootste klanten van het bedrijf in deze periode waren National Steel en Chrysler, die elk met hulp van Bain de fabricagekosten verminderden.

### Beroering
Eind jaren '80 kreeg Bain & Company te maken met een reeks tegenslagen. In 1987 ontstond er een public relations-crisis door een tegenstrijdigheid in het werk van Bain met Guinness. De spanning over de partnerschapsstructuur van het bedrijf nam toe, waarbij alleen Bain wist hoeveel het bedrijf verdiende en besliste hoeveel winstdeling elke partner kreeg. De aandelenmarkt stortte hetzelfde jaar in en veel klanten van Bain verminderden of elimineerden hun uitgaven met het bedrijf. Er waren twee afvloeiingen, waardoor ongeveer 30 procent van het personeelsbestand wegviel.
De fraude met de handel in Guinness-aandelen begon met het Britse ministerie van Handel en Industrie, dat onderzocht of Bain's klant Guinness zijn aandelenprijs illegaal had opgeblazen. Bain had Guinness geholpen om na een periode van overmatige diversificatie 150 bedrijven uit zijn portefeuille te schrappen, en uit te breiden naar harde drank met de overname van twee whiskybedrijven, waardoor de winst verzesvoudigd werd. Gedurende deze periode maakte Bain een uitzondering op het bedrijfsbeleid door een consultant toe te staan om als interim-bestuurslid en hoofd financiën voor Guinness te dienen. Bain & Company werd niet beschuldigd van enig wangedrag en er werd geen aanklacht ingediend tegen Bain voor de manipulatie van de aandelenprijs, maar het feit dat een Bain-consultant werkte als zowel verkoper als klant leverde kritiek op Bain's behandeling van een belangenconflictsituatie.
In 1985 en 1986 nam Bain & Company leningen aan om 30 procent van het bedrijf te kopen van Bain en andere partners voor $200 miljoen en gebruikte de aandelen om een Employee Stock Ownership Plan (ESOP) te creëren. Deze aandelen van het bedrijf werden gekocht tegen vijf keer de jaarlijkse inkomsten van Bain & Company, meer dan het dubbele dan de norm, en kostten het bedrijf $25 miljoen aan jaarlijkse rentekosten, waardoor de financiële problemen van het bedrijf verergerden. Bain huurde de voormalige generaal van het Amerikaanse leger, Pete Dawkins, in als hoofd van Noord-Amerika in de hoop dat de nieuwe leiding een ommekeer teweeg kon brengen, maar de leiding van Dawkins leidde tot nog meer personeelsverloop bij het bedrijf. Bill Bain probeerde ook het bedrijf te verkopen, maar slaagde er niet in een koper te vinden.

## Huidige en oud-werknemers
- Bill Bain, grondlegger van Bain & Company
- Kenneth Chenault, CEO van American Express
- Gary Crittenden, CFO of Citigroup, Inc.
- John Donahoe, CEO van eBay
- Mitt Romney, Gouverneur van Massachusetts (2003-2007), en 2008/2012 presidentskandidaat
- Kevin Rollins, voormalig CEO van Dell, Inc.
- Meg Whitman — voormalig CEO van eBay